# Роготин
Роготин је насељено место у саставу града Плоче, Дубровачко-неретванска жупанија, Република Хрватска.

## Историја
До територијалне реорганизације у Хрватској налазио се у саставу старе општине Плоче.

## Становништво
На попису становништва 2011. године, Роготин је имао 665 становника.
| Број становника по пописима | Број становника по пописима | Број становника по пописима | Број становника по пописима | Број становника по пописима | Број становника по пописима | Број становника по пописима | Број становника по пописима | Број становника по пописима | Број становника по пописима | Број становника по пописима | Број становника по пописима | Број становника по пописима | Број становника по пописима | Број становника по пописима | Број становника по пописима |
| --------------------------- | --------------------------- | --------------------------- | --------------------------- | --------------------------- | --------------------------- | --------------------------- | --------------------------- | --------------------------- | --------------------------- | --------------------------- | --------------------------- | --------------------------- | --------------------------- | --------------------------- | --------------------------- |
| 1857                        | 1869                        | 1880                        | 1890                        | 1900                        | 1910                        | 1921                        | 1931                        | 1948                        | 1953                        | 1961                        | 1971                        | 1981                        | 1991                        | 2001                        | 2011                        |
| 187                         | 0                           | 244                         | 281                         | 334                         | 344                         | 0                           | 416                         | 540                         | 637                         | 671                         | 771                         | 742                         | 727                         | 747                         | 665                         |

Напомена: У 1869. и 1921. подаци су садржани у насељу Комин.

### Попис1991.
На попису становништва 1991. године, насељено место Роготин је имало 727 становника, следећег националног састава:
| Попис 1991.‍ | Попис 1991.‍ | Попис 1991.‍ | Попис 1991.‍ | Попис 1991.‍ |
| ----------- | ----------- | ----------- | ----------- | ----------- |
|             |             |             |             |             |
| Хрвати      | Хрвати      |             | 713         | 98,07%      |
| Југословени | Југословени |             | 1           | 0,13%       |
| Срби        | Срби        |             | 1           | 0,13%       |
| Црногорци   | Црногорци   |             | 1           | 0,13%       |
| непознато   | непознато   |             | 11          | 1,51%       |
| укупно: 727 |             |             |             |             |